# 开安镇
开安镇，是中华人民共和国吉林省长春市农安县下辖的一个乡镇级行政单位。

## 行政区划
开安镇下辖以下地区：
开安社区、孙家屯村、万来村、西沟村、开安村、上台子村、张马三家村、新开河村、三合屯村、万宝村、石场村、库金堆村、山东窝堡村、刘家村、老程窝堡村、许马三家村、陈家窝堡村、柳树洼村、齐家店村、林家村、山后村、隆胜村、德胜村和马家窝堡村。